# Mihai Bordeianu
Mihai Cătălin Bordeianu (Flămânzi, 18 novembre 1991) è un calciatore rumeno, centrocampista dell'FC Politehnica Iași.

## Caratteristiche tecniche
È un centrocampista centrale.

## Carriera

### Club
È cresciuto nelle giovanili del Ceahlăul.
Ha esordito il 20 agosto 2011 con la maglia del Botoșani in un match vinto 1-0 contro il Dacia Unirea Brăila.

### Nazionale
Tra il 2019 e il 2022 ha giocato 4 partite con la nazionale rumena.

## Statistiche

### Presenze e reti nei club
Statistiche aggiornate al 16 gennaio 2018.
| Stagione        | Squadra         | Campionato      | Campionato | Campionato | Coppe nazionali | Coppe nazionali | Coppe nazionali | Coppe continentali | Coppe continentali | Coppe continentali | Altre coppe | Altre coppe | Altre coppe | Totale | Totale | Totale |
| Stagione        | Squadra         | Comp            | Pres       | Reti       | Comp            | Pres            | Reti            | Comp               | Pres               | Reti               | Comp        | Pres        | Reti        | Pres   | Reti   |        |
| --------------- | --------------- | --------------- | ---------- | ---------- | --------------- | --------------- | --------------- | ------------------ | ------------------ | ------------------ | ----------- | ----------- | ----------- | ------ | ------ | ------ |
| 2011-2012       | Botoșani        | L2              | 2          | 0          | CR              | 0               | 0               |                    | -                  | -                  |             | -           | -           | 2      | 0      |        |
| 2014-2015       | Botoșani        | L1              | 9          | 0          | CR+CL           | 1+1             | 0               |                    | -                  | -                  |             | -           | -           | 11     | 0      |        |
| 2015-2016       | Botoșani        | L1              | 23         | 1          | CR+CL           | 2+1             | 0               | UEL                | 0                  | 0                  |             | -           | -           | 26     | 1      |        |
| 2016-2017       | Botoșani        | L1              | 28         | 1          | CR+CL           | 1+2             | 0               |                    | -                  | -                  |             | -           | -           | 31     | 1      |        |
| 2017-gen. 2018  | Botoșani        | L1              | 18         | 1          | CR              | 2               | 0               |                    | -                  | -                  |             | -           | -           | 20     | 1      |        |
| Totale Carriera | Totale Carriera | Totale Carriera | 80         | 3          |                 | 10              | 0               |                    | -                  | -                  |             | -           | -           | 90     | 3      |        |
| gen.-giu. 2018  | CFR Cluj        | L1              | 0          | 0          | CR              | 0               | 0               |                    | -                  | -                  |             | -           | -           | 0      | 0      |        |
| Totale Carriera | Totale Carriera | Totale Carriera | 80         | 3          |                 | 10              | 0               |                    | -                  | -                  |             | -           | -           | 90     | 3      |        |

## Palmarès

### Club

#### Competizioni nazionali
- Campionato rumeno: 3

CFR Cluj: 2017-2018, 2018-2019, 2021-2022
- Supercoppa di Romania: 1

CFR Cluj: 2018